# Belisana floreni
Belisana floreni är en spindelart som beskrevs av Huber 2005. Belisana floreni ingår i släktet Belisana och familjen dallerspindlar. Inga underarter finns listade.